# Ploceus golandi
Ploceus golandi là một loài chim trong họ Ploceidae.